# Mendidaphodius paganettii
Mendidaphodius paganettii är en skalbaggsart som beskrevs av Rudolph Petrovitz 1963. Mendidaphodius paganettii ingår i släktet Mendidaphodius och familjen Aphodiidae. Inga underarter finns listade i Catalogue of Life.